# Colton Orr
Colton Douglas Orr (* 3. März 1982 in Winnipeg, Manitoba) ist ein ehemaliger kanadischer Eishockeyspieler und derzeitiger -trainer, der im Verlauf seiner aktiven Karriere zwischen 1999 und 2016 unter anderem 496 Spiele für die Boston Bruins, New York Rangers und Toronto Maple Leafs in der National Hockey League (NHL) auf der Position des rechten Flügelstürmers bestritten hat. Orr war als klassischer Enforcer für körperbetontes Spiel und Faustkämpfe bekannt. Seit Dezember ist er Assistenztrainer der New York Sirens aus der Professional Women’s Hockey League (PWHL).

## Karriere
Orr spielte während seiner Zeit im Juniorenbereich zwischen 1998 und 2003 in der kanadischen Juniorenliga Western Hockey League bei den Swift Current Broncos, Kamloops Blazers und Regina Pats.
Bereits zu Beginn der Saison 2001/02 war Orr als Free Agent von den Boston Bruins aus der National Hockey League unter Vertrag genommen worden, nachdem er in den vorangegangenen NHL Entry Drafts von den Teams unbeachtet geblieben war. Nach seinem Wechsel ins Profilager am Ende der Saison 2002/03 kam er bis zum Ende der Spielzeit 2004/05 – mit Ausnahme einer NHL-Partie in der Saison 2003/04 – ausschließlich im Farmteam bei den Providence Bruins aus der American Hockey League zum Einsatz.
Im darauffolgenden Jahr kam der Kanadier zwischen Anfang Oktober und Ende November 2005 auf immerhin 20 Einsätze für die Boston Bruins, ehe er über die Waiver-Liste von den New York Rangers verpflichtet wurde. Bei den Rangers kam Orr vermehrt zu Einsätzen in der vierten Reihe und konnte sich sogar vereinzelt in die Scorerliste eintragen. Seine Hauptaufgabe lag allerdings eher in Faustkämpfen und harten Checks. Nach insgesamt sechs Jahren in der Organisation der Maple Leafs verließ Orr Toronto nach der Saison 2014/15 und unterzeichnete im Oktober 2015 einen auf die American Hockey League beschränkten Vertrag bei den neu gründeten Stockton Heat. Dort beendete er die Spielzeit mit nur zehn Einsätzen und verkündete daraufhin im April 2016 das Ende seiner aktiven Karriere.
Von September 2019 bis zur Auflösung der Liga im Jahr 2023 war Orr als Cheftrainer der Connecticut Whale aus der Frauenliga Premier Hockey Federation (PHF) tätig. Anschließend wurde er als Assistenztrainer für das New-York-Franchise der neu gegründeten Professional Women’s Hockey League (PWHL) verpflichtet.

## Erfolge und Auszeichnungen
- 2008 Victoria-Cup-Gewinn mit den New York Rangers

## Karrierestatistik
(Legende zur Spielerstatistik: Sp oder GP = absolvierte Spiele; T oder G = erzielte Tore; V oder A = erzielte Assists; Pkt oder Pts = erzielte Scorerpunkte; SM oder PIM = erhaltene Strafminuten; +/− = Plus/Minus-Bilanz; PP = erzielte Überzahltore; SH = erzielte Unterzahltore; GW = erzielte Siegtore; 1 Play-downs/Relegation; Kursiv: Statistik nicht vollständig)

## Persönliches
Colton Orr ist verheiratet und Vater einer Tochter. Er ist nicht mit Bobby Orr, Mitglied der Hockey Hall of Fame, verwandt.